# Racconti quotidiani
Racconti quotidiani è un'opera di Andrea Camilleri pubblicata nel 2001 dall'editore Arnoldo Mondadori Editore. Il libro contiene 21 brevi racconti già pubblicati su vari quotidiani nazionali. 

## Trama
Il racconto si svolge come se Camilleri si rivolgesse indirettamente al lettore esponendogli confidenzialmente, e talora ironicamente, i vari pensieri che gli passano per la mente: le sue considerazioni su un avvenimento di cronaca realmente accaduto, i suoi ricordi personali del "catanonno" contrabbandiere, i fatti di costume, i piccoli episodi su i quali tutti hanno espresso le loro considerazioni come le code negli uffici pubblici, le stagioni che non esistono più ed anche l'amaro rammarico per la sua amata Sicilia dove va scomparendio la cultura tradizionale: insomma tutto ciò che serve a capire l'uomo Camilleri con le sue opinioni e pregiudizi ed anche la rassegnata accettazione dei piccoli vizi, come quello del fumo, che sia pure a danno della salute fanno però vivere meglio.
Camilleri non ci nasconde infine neppure la sua riconoscenza e il debito che come scrittore ha con Georges Simenon, che considera suo maestro, e ci racconta, infine, come nacque il personaggio del commissario Salvo Montalbano.

## Edizioni
- Andrea Camilleri, Racconti quotidiani, 1ª edizione, Arnoldo Mondadori Editore, 2001,  pagg.103, EAN 9788804578475.